# Na krańcu świata (singel)
Na krańcu świata – singel polskiego piosenkarza i rapera White’a 2115 oraz rapera Bedoesa i Kuqe z albumu studyjnego Rodzinny biznes. Singel został wydany 13 października 2022 roku. Tekst utworu został napisany przez Sebastiana Czekaja, Borysa Piotra Przybylskiego i Kuqe.
W lutym 2023 nagranie uzyskało status platynowej płyty.
Singel zdobył ponad 3 miliony wyświetleń w serwisie YouTube (2023) oraz ponad 11 milionów odsłuchań w serwisie Spotify (2023).

## Nagrywanie
Utwór został wyprodukowany przez @atutowy. Za mix/mastering utworu odpowiada Seek. Tekst do utworu został napisany przez Sebastiana Czekaja, Borysa Piotra Przybylskiego i Kuqe.

## Twórcy
- White 2115, Beodes, Kuqe – słowa[1][2]
- Sebastian Czekaj, Borys Piotr Przybylski, Kuqe – tekst[1]
- @atutowy – produkcja[1]
- Seek – mix/mastering[1][2]